# (7279) Hagfors
(7279) Hagfors (1985 VD1) – planetoida z pasa głównego asteroid okrążająca Słońce w ciągu 5,49 lat w średniej odległości 3,11 j.a. Odkryta 7 listopada 1985 roku.